# ستانفورد كالدويل هووبر
ستانفورد كالدويل هووبر (بالإنجليزية: Stanford Caldwell Hooper)‏ هو مهندس وضابط أمريكي، ولد في 16 أغسطس 1884 في كولتون في الولايات المتحدة، وتوفي في 6 أبريل 1955 في ميامي بيتش في الولايات المتحدة.